# Hier ist Ian
Hier ist Ian (engl. Being Ian) ist eine kanadisch-philippinische Zeichentrickserie aus den Jahren 2005 bis 2008. Sie handelt vom Jungen Ian, der später einmal Regisseur werden will.

## Inhalt
Ian Kelley ist ein 12-jähriger Junge, der unbedingt Regisseur werden möchte. Dieses Ziel will er so bald wie möglich erreichen und versucht daher schon jetzt, seine Ideen umzusetzen. Dabei müssen ihm auch öfter seine beiden Freunde Tyrone und Sandy helfen.
Seinem Vater Ken Kelley gehört ein Klavierladen, in dem Ian auch öfters als Aushilfe arbeitet. Seine Mutter ist Vicky Kelley, sie kümmert sich meistens um den Haushalt, wobei ihre Kochkünste eher gefürchtet als geliebt werden. Seine beiden älteren Brüder, Kyle und Korey, sind Raufbolde und verursachen oft Probleme, die Ian lösen oder ausbaden muss.
Ians Lieblingshorrorfilmregisseur heißt Werner Wolfenstein. In der Serie wird er auch als der "größte und genialste" Horrorfilmmacher bezeichnet. In der Folge "Ians größter Coup" isst er sogar ein verschimmeltes Käsesandwich auf, welches er das beste Käsesandwich nennt, das er je gegessen hat.

## Produktion und Veröffentlichung
Die Serie wurde von 2003 bis 2008 von Nelvana, Corus Entertainment, Top Draw Animation und Studio B nach der Idee von Ian James Corlett produziert. Regie führten Andy Bartlett und Josh Mepham und die Musik schrieb Hal Beckett. Die Serie wurde ab dem 1. Januar 2005 in Kanada durch YTV ausgestrahlt. 
Die deutsche Erstausstrahlung der ersten Staffel erfolgte vom 21. November 2005 bis zum 26. Dezember 2005 bei KI.KA. Die zweite Staffel ab Folge 27 folgte vom 2. August 2007 bis zum 24. August 2007. Die Trickserie wurde auch ins Spanische, Französische und Holländische übersetzt.

## Synchronisation
| Rolle      | englischer Sprecher    | deutscher Sprecher        |
| ---------- | ---------------------- | ------------------------- |
| Ian        | Richard Ian Cox        | Constantin von Jascheroff |
| Ken        | Louis Chirillo         | Andreas Müller            |
| Korey      | Matt Hill              | Sebastian Schulz          |
| Kyle       | Ty Olsson              | Tobias Müller             |
| Oma Kelley | Patricia Drake         | Luise Lunow               |
| Oma Mensky | Christina Jastrzembska | Margot Rothweiler         |
| Sandy      | Tabitha St. Germain    | Josephine Schmidt         |
| Vicky      | Patricia Drake         | Sabine Arnhold            |

## Episoden
Angaben nach fernsehserien.de
| Staffel | Episoden | Erstausstrahlung | Erstausstrahlung |
| Staffel | Episoden | Kanada           | Deutschsprachig  |
| ------- | -------- | ---------------- | ---------------- |
| 1       | 26       | 01.01.2005       | 18.04.2006       |
| 2       | 26       | 01.12.2005       | 02.08.2007       |
| 3       | 10       | ?                | 23.02.2009       |

### Specials
| Episode | Name                    | Erstausstrahlung | Erstausstrahlung |
| Episode | Name                    | Kanada           | Deutschsprachig  |
| ------- | ----------------------- | ---------------- | ---------------- |
| 1       | Auf nach Hollywood      | ?                | 20.08.2007       |
| 2       | Ian, der Umweltaktivist | ?                | 06.09.2009       |